# Patina Miller

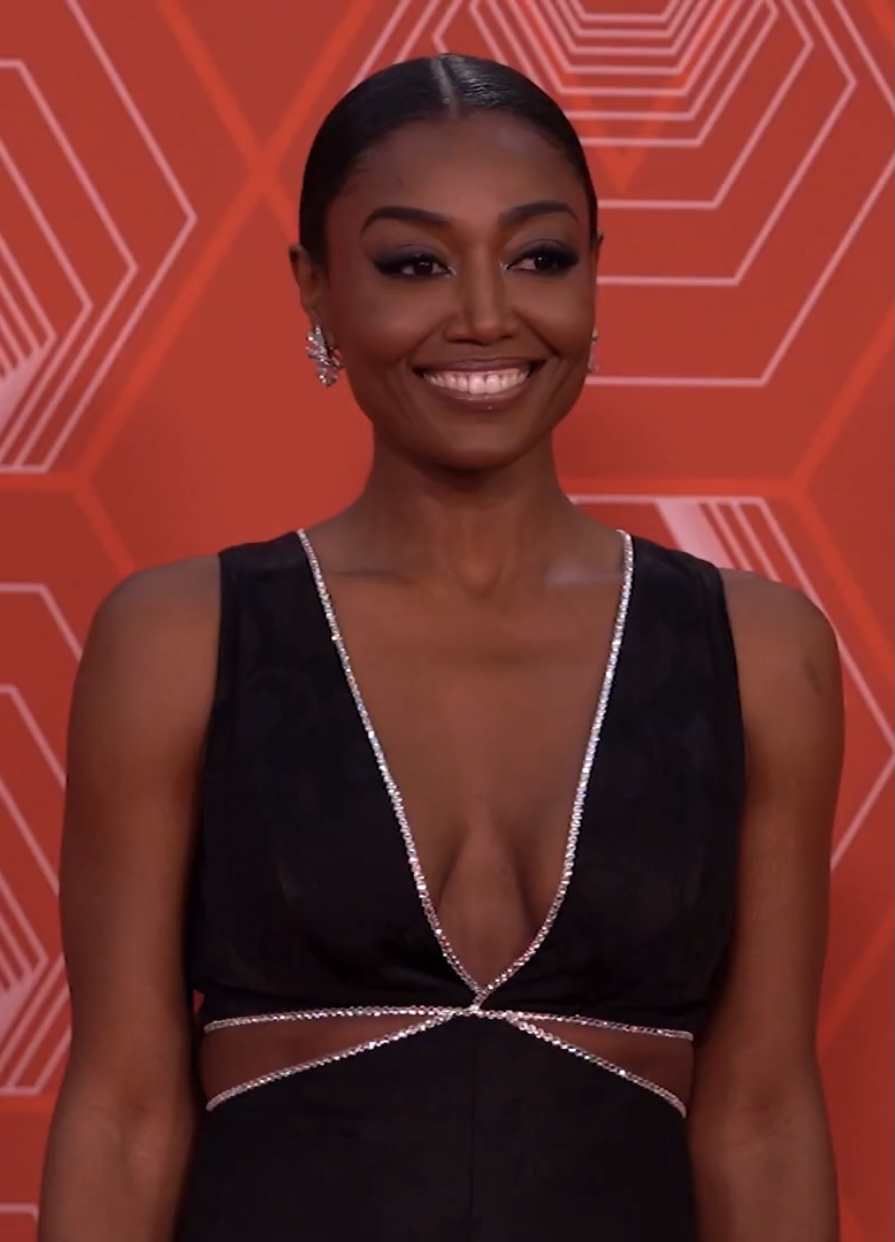
Patina Miller

Patina Reena Miller (* 6. November 1984 in Pageland, South Carolina) ist eine US-amerikanische Schauspielerin und Sängerin. Ihr Durchbruch war die Rolle der Möchtegern-Disco-Diva Deloris Van Cartier in der West-End- und der Broadway-Produktion von Sister Act im Jahr 2009, für die sie jeweils für einen Laurence Olivier Award und einen Tony Award nominiert wurde. Außerdem spielte sie die Hauptrolle in der Broadway-Neuinszenierung von Pippin aus dem Jahr 2013, für die sie den Tony Award für die beste Schauspielerin in einem Musical erhielt. Später kehrte sie an den Broadway zurück, um die Rolle der Hexe in der Broadway-Neuauflage des Stephen-Sondheim-Musicals Into the Woods aus dem Jahr 2022 zu spielen.
Sie ist außerdem bekannt für ihre Rolle als Commander Paylor in den Die Tribute von Panem – Mockingjay-Filmen und der Rolle als Daisy Grant in dem politischen Drama Madam Secretary.

## Leben
Miller wurde in Pageland, South Carolina, geboren und wuchs in einem alleinerziehenden Elternhaus auf. Sie kam schon früh mit Musik in Berührung und sang im Gospelchor ihrer örtlichen Kirche. Sie besuchte die South Carolina Governor’s School for the Arts & Humanities und schloss 2006 ihr Studium des Musiktheaters an der Carnegie Mellon University ab. Ihre Zeit an der Carnegie Mellon University bezeichnete sie als wichtigen Teil ihres Lebens.

## Karriere
Im Jahr 2005 war Miller eine der drei Finalisten für die Rolle der Effie White in dem Musical-Drama Dreamgirls, neben Capathia Jenkins und Jennifer Hudson. 2007 wurde sie für die Rolle der Pam Henderson in der Seifenoper All My Children gecastet und trat in 30 Episoden der Serie auf. Im Sommer 2008 spielte sie in einer Central-Park-Produktion von Hair mit und war im Herbst 2008 in dem Musical Romantic Poetry im Manhattan Theatre Club zu sehen.
Nach einer einjährigen internationalen Suche wurde Miller für die Hauptrolle der Delores Van Cartier in Sister Act besetzt, eine Rolle, für die sie während der ersten Aufführung in den Vereinigten Staaten sechs Monate lang als Zweitbesetzung gearbeitet hatte. Die Londoner Produktion wurde am 2. Juni 2009 im Londoner Palladium eröffnet, und obwohl sie gemischte Kritiken erhielt, hoben die meisten Kritiker Miller hervor und lobten ihre Leistung. Benedict Nightingale von The Times lobte ihre „fantastische Stimme“ während David Benedict von Variety der Meinung war, dass ihre „Powerhouse-Stimme, die irgendwo zwischen Gloria Gaynor und Whitney Houston liegt, und ihr aufregend schnelles Vibrato der Motor der Show sind.“ Für diese Rolle gewann Miller den whatsonstage.com Theatregoers Choice Award für die beste Darstellerin in einem Musical und wurde auch für den Laurence Olivier Award als beste Darstellerin in einem Musical nominiert. Sie blieb bei der Produktion bis zu deren Schließung am 30. Oktober 2010.
Miller spielte erneut die Rolle der Deloris Van Cartier in der Broadway-Produktion von Sister Act, die am 24. März 2011 im Broadway Theatre Premiere hatte und am 20. April 2011 offiziell eröffnet wurde. Miller gab in dieser Produktion auch ihr Broadway-Debüt. Für diese Rolle gewann sie einen Theatre World Award und wurde außerdem für den Tony Award als Beste Schauspielerin in einem Musical, den Outer Critics Circle Award als Herausragende Schauspielerin in einem Musical, den Drama League Award for Distinguished Performance und den Drama Desk Award als Herausragende Schauspielerin in einem Musical nominiert. Ihre letzte Vorstellung im Broadway-Ensemble spielte sie am 18. März 2012 und wurde am 27. März durch Raven-Symoné ersetzt. Miller spielte auch die Rolle der Linda in der City Center Encores!-Produktion von Lost in the Stars, die vom 3. bis 6. Februar 2011 lief.
Vom 5. Dezember 2012 bis zum 20. Januar 2013 spielte sie die Hauptrolle in der American-Repertory-Theater-Produktion von Pippin. Später übernahm Miller die Rolle in der Wiederaufnahme am Broadway, die am 23. März 2013 im Music Box Theatre Premiere hatte und am 25. April 2013 offiziell eröffnet wurde. Für diese Rolle wurde sie bei den Tony Awards 2013 mit dem Outer Critics Circle Award und dem Tony Award als beste Schauspielerin in einem Musical ausgezeichnet.
Miller spielte 2014 Commander Paylor in Die Tribute von Panem – Mockingjay Teil 1 und Teil 2 im Jahr 2015. Im Mai 2014 wurde bekannt gegeben, dass sie die Rolle der Daisy Grant, der Pressekoordinatorin von Außenministerin Elizabeth McCord (Téa Leoni) in dem CBS-Politdrama Madam Secretary übernehmen wird. Die Show feierte ihre Premiere am Sonntag, 21. September 2014, auf CBS als Teil der Fernsehsaison 2014–15. Im Jahr 2019 spielte Miller die Rolle der Hexe in der Hollywood-Bowl-Produktion von Into the Woods und wiederholte die Rolle in einem Broadway-Revival 2022 am St. James Theatre. Die Aufnahme des Musicals ist als Bestes Musical-Theater-Album bei den Grammy Awards 2023 nominiert.
Miller wurde in Madam Secretary von Gundi Eberhard und in Die Tribute von Panem – Mockingjay Teil 1 und Teil 2 von Daniela Thuar synchronisiert.

## Privatleben
Am 14. Juni 2014 heiratete Miller den Risikokapitalgeber David Mars in New York City. Ihre Tochter, Emerson Harper, wurde am 9. August 2017 in New York City geboren.

## Filmografie (Auswahl)
Film
- 2014: Die Tribute von Panem – Mockingjay Teil 1 (The Hunger Games: Mockingjay – Part 1)
- 2015: Die Tribute von Panem – Mockingjay Teil 2 (The Hunger Games: Mockingjay – Part 2)
- 2021: The Many Saints of Newark

Fernsehen
- 2014–2019: Madam Secretary
- 2016–2017: Mercy Street
- 2021–2022: Power Book III: Raising Kanan

Theater/Musical
- 2006–2007: Sister Act
- 2008: Hair
- 2010–2012: Sister Act
- 2013–2014: Pippin
- 2019/2022: Into the woods